# Marché de Dragage
Le marché de Dragage est situé à l'est de Brazzaville au quartier Kanga-Mbadzi, en République du Congo.

## Histoire
Le marché de Dragage, encore appelé marché de nuit de Dragage, situé à l'est de Brazzaville.
En mars 2012, le marché de Dragage est dévasté par les explosions de Mpila, qui ont fait près de 300 morts.
En 2015, Le maire de Talangaï, Privat Frédéric Ndéket, annonce la délocalisation imminente du marché de nuit, communément appelé Dragage.